# Ștefan S. Nicolau

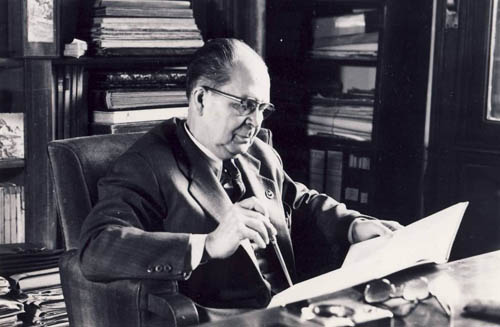
Ștefan S. Nicolau

Ștefan S. Nicolau (n. 15 februarie 1896, Ploiești – d. 15 octombrie 1967, București) a fost un medic virolog, directorul Institutului de Inframicrobiologie din București. Membru al Academiei de Științe Medicale din România, al Academiei de Științe din Moscova, al Societății Franceze de Hematologie, al Societății Franceze de Chimioterapie și Serologie, membru titular al Academiei Române (1948), președinte al Secției de Științe Medicale a Academiei Române (1948-1966).
Principalele sale cercetări se referă la originea tisulară a imunității în viroze, septinevrita în viroze neurotrope, neuroinfecții, rikettsioze și pararikettsioze; a fost unul din promotorii concepției despre originea virală a cancerului. A publicat numeroase lucrări originale în domeniul herpesului, turbării, febrei aftoase, febrei galbene, hepatitelor virale.
A studiat Medicina la București și Cluj. Specializare la Paris. A lucrat la Institutul Pasteur din Paris și la Institutul Național de Cercetări Medicale din Londra. Profesor la Facultatea de Medicină din Iași, apoi din București (prima Catedră de inframicrobiologie din lume). Fondator și director al Institutului de Inframicrobiologie.

## Distincții
- Medalia „A cincea aniversare a Republicii Populare Române” (24 decembrie 1952) „pentru lupta și munca duse în vederea făuririi, consolidării și prosperării Republicii Populare Române”[1]
- Ordinul Muncii clasa a II-a (21 august 1954) „pentru merite deosebite pe tărîmul construcției de stat, economice, sociale și culturale, cu ocazia celei de a zecea aniversări a eliberării patriei noastre”[2]
- Ordinul Muncii clasa I (5 martie 1956) „pentru îndelungată și deosebit de valoroasă activitate științifică și didactică, cu prilejul împlinirii a 60 de ani de la naștere”[3]
- Ordinul „Steaua Republicii Populare Romîne” clasa a II-a (31 decembrie 1956) „cu prilejul împlinirii a 90 de ani de la înființarea Societății Academice Romîne, pentru merite deosebite in muncă”[4]
- Ordinul „23 August” clasa a III-a (12 august 1959) „pentru activitate rodnică în dezvoltarea științei și culturii din Republica Populară Romînă”[5]
- titlul de Om de Știință Emerit al Republicii Populare Romîne (31 decembrie 1962) „pentru activitate îndelungată, contribuție în dezvoltarea științei și merite deosebite în dezvoltarea învățământului superior”[6]
- Ordinul „Meritul Științific” clasa I (26 septembrie 1966) „pentru merite deosebite în activitatea științifică, cu prilejul Centenarului Academiei Republicii Socialiste România”[7]